# Sérénade grotesque
Sérénade grotesque est une œuvre pour piano de Maurice Ravel.

## Présentation
La Sérénade grotesque est une pièce pour piano de jeunesse de Maurice Ravel, composée en 1893,.
La partition n'est pas publiée du vivant de l'auteur. Elle est créée à New York le 23 février 1975 par Arbie Orenstein (en) et éditée par Salabert la même année.
Pour Guy Sacre, l’œuvre est grotesque du fait de « la fantaisie des rythmes, par les piments méchants de l'harmonie, par les nuances excessives et contrastées ».
Dans le catalogue des œuvres du compositeur établi par Marcel Marnat, la pièce porte le numéro O 5.

## Analyse
Le morceau est en fa dièse mineur, Très rude, d'un climat « amphigourique, bouffon ».
Le début est noté  pizzicatissimo, et préfigure d'une certaine façon l'ouverture de l'Alborada del gracioso, avec une même alternance de triades entre les mains. Le passage central est lyrique, plus lent, indiqué très sentimental,.
Pour Guy Sacre, la partition annonce effectivement l'« Aubade du bouffon » des futurs Miroirs, par son plan autant que par « les attaques sèches, les accords glapissants, les effets de guitare, la scansion hésitante entre 
 et 
, et jusqu'à tel dessin mélodique (mesure 36) ». Si bien qu'il estime qu'elle « atteste d'un compositeur encore plus précoce qu'on ne le disait, en possession, à dix-huit ans, d'une grande partie de ses moyens, par-delà toutes les influences », notamment celle de Chabrier et de sa Bourrée fantasque, par exemple,.
La musicologue Béatrice Palaux Simonnet considère qu'avec la Sérénade grotesque, « le jeune Ravel se découvre conteur, subtil coloriste, inventeur de rythmes et de nuances ».
La durée moyenne d'exécution de l’œuvre est de trois minutes trente environ.

## Discographie
- Maurice Ravel : Complete works for piano solo, par Bertrand Chamayou (piano), Erato, 2016[note 1].
- Ravel : Intégrale de la musique pour piano seul, par Steven Osborne (piano), Hyperion Records CDA67731/2, 2011.
- Maurice Ravel : Complete Piano Works, par Jean-Efflam Bavouzet (piano), MDG 6041190, 2004[note 2].
- Ravel : L’œuvre pour piano, par Alexandre Tharaud (piano), Harmonia Mundi, HMC 901811.12, 2003[note 3].
- Ravel : Intégrale de la musique pour piano seul, par Angela Hewitt (piano), Hyperion Records CDA67341/2, 2002[note 4].

### Ouvrages généraux
- Guy Sacre, La musique pour piano : dictionnaire des compositeurs et des œuvres, vol. II (J-Z), Paris, Robert Laffont, coll. « Bouquins », 1998, 2998 p. (ISBN 978-2-221-08566-0).
- François-René Tranchefort, « Maurice Ravel », dans François-René Tranchefort (dir.), Guide de la musique de piano et de clavecin, Paris, Fayard, coll. « Les Indispensables de la musique », 1987, 867 p. (ISBN 978-2-213-01639-9).

### Monographies
- Christian Goubault, Maurice Ravel : le jardin féerique, Paris, Minerve, 2004, 357 p. (ISBN 2-86931-109-5, BNF 39264179).
- Vladimir Jankélévitch, Ravel, Paris, Seuil, 1956, rééd. 2018 (ISBN 978-2-02-000223-3 et 978-2-7578-7445-5).
- Marcel Marnat, Maurice Ravel, Paris, Fayard, coll. « Les indispensables de la musique », 1986, 828 p. (ISBN 2-213-01685-2, BNF 43135722).
- Bénédicte Palaux Simonnet, Maurice Ravel, Paris, Bleu Nuit éditeur, coll. « Horizons » (no 71), 2020, 176 p. (ISBN 978-2-35884-085-9).

### Écrits
- Maurice Ravel. L’intégrale : Correspondance (1895-1937), écrits et entretiens, édition établie, présentée et annotée par Manuel Cornejo, Paris, Le Passeur Éditeur, 2018, 1776 p.  (ISBN 978-2368905777).